# جیانگ هاوکانگ
جیانگ هاوکانگ (مارس ۱۹۳۵ – ۱۵ اکتبر ۲۰۱۹) مهندس هوافضای چینی و استاد دانشگاه بیهانگ بود. او که متخصص تست موتورهای هوایی و فناوری اندازه‌گیری جریان است، برنده جایزه دولتی پیشرفت علم و فناوری (جایزه اول) در سال ۱۹۹۳ شد.

## زندگی
جیانگ در مارس ۱۹۳۵ در ووجین، جیانگ سو، جمهوری چین به دنیا آمد. در سال ۱۹۵۳، او یکی از اولین دانش‌آموزان دانشگاه تازه تأسیس بیهانگ (که در آن زمان مؤسسه هوانوردی پکن نامیده می‌شد) شد و در رشته طراحی موتور تحصیل کرد. پس از فارغ‌التحصیلی در سال ۱۹۵۸، به عنوان عضو هیئت علمی در دانشگاه استخدام شد. از سال ۱۹۸۰ تا ۱۹۸۳، او یک محقق مدعو در دانشگاه کرانفیلد انگلستان بود.
جیانگ با تمرکز تحقیقاتی خود بر روی تست موتورهای هوایی و فناوری اندازه‌گیری جریان، یک متخصص شناخته شده در این زمینه در چین بود. جایزه اول صندوق علم و فناوری گوانگهوا و حقوق بازنشستگی ویژه دولت چین برای دانشمندان برجسته به او اعطا شد. در سال ۱۹۹۳، تحقیقات او در مورد «تجهیزات کمپرسور جریان محوری در مقیاس بزرگ و تکنیک‌های اندازه‌گیری دینامیکی برای مطالعه جریان روتور» برنده جایزه دولتی پیشرفت علم و فناوری (جایزه اول) شد.
جیانگ در ۱۵ اکتبر ۲۰۱۹ در چنگدو در سن ۸۴ سالگی درگذشت.